# Marilyn Sidelsky
Marilyn Alison Sidelsky-Maze (ur. 29 kwietnia 1948) – rodezyjska pływaczka, olimpijka.

## Kariera sportowa
Pochodziła z Bulawayo. Treningi pływackie rozpoczęła w wieku 10 lat. Do 1963 roku zdobyła przynajmniej 5 złotych medali mistrzostw Rodezji w stylu dowolnym na różnych dystansach.
W wieku 14 lat wystartowała na Igrzyskach Imperium Brytyjskiego i Wspólnoty Brytyjskiej 1962 w barwach Federacji Rodezji i Niasy. Wzięła udział w trzech konkurencjach. Na 110 jardów stylem dowolnym zajęła 8. miejsce (1:06,1). W sztafecie 4 × 110 jardów zajęła 4. miejsce (4:30,9), natomiast w sztafecie 4 × 110 jardów stylem zmiennym uplasowała się na 5. miejscu (5:13:0). W 1963 roku była nominowana do tytułu Najlepszego Sportowca Rodezji.
Wystąpiła na Letnich Igrzyskach Olimpijskich 1964 jako reprezentantka Rodezji Południowej (późniejsze Zimbabwe). Na dystansie 100 m stylem dowolnym uplasowała się na 5. miejscu w swoim wyścigu eliminacyjnym, osiągając 32. miejsce wśród 44 sklasyfikowanych pływaczek (1:05,5). W wyścigu eliminacyjnym na 400 m stylem dowolnym zajęła ostatnie 8. miejsce (5:08,9) – był to 26. wynik pośród 31 zawodniczek. Zgłoszona była również do startu na 400 m stylem zmiennym, jednak nie pojawiła się na starcie zawodów.